# Bajang
Bajang ist ein in der malaiischen Inselwelt bekannter blutrünstiger Dämon, der im Körper eines totgeborenen Kindes wächst. Wenn er von Hexen oder Zauberern daraus befreit wird, kann er von ihnen zu einem Dieb (bajang colong, mit colong, „stehlen“) oder zu anderen bösen Zwecken dienstbar gemacht werden. 
Um den Bajang zu halten, wird er in einen mit Amuletten und bestimmten Blättern versehenen, geschlossenen Bambusbehälter (tabong) gebracht und mit Milch und Eiern genährt. Letzteres gilt als sehr wichtig, damit der Bajang sich nicht gegen seinen Herren wendet. Ein Motiv, das sich bei dämonischen, dienstbar gemachten Geistern häufig wiederfindet. Der Meister des Bajang kann diesen in der Gestalt eines Marders zu seinen Feinden schicken, die daraufhin einer mysteriösen Krankheit erliegen. Als Schutz gegen den Bajang galten Amulette, die besonders Kindern umgelegt wurden. 
Bestand innerhalb einer Dorfgemeinschaft der Verdacht, den Besitzer eines Bajang unter sich zu haben, praktizierte ein Experte (pawang) einen Gegenzauber, indem er ein Metallgefäß mit einem scharfen Messer ausschabte, woraufhin dem Bösewicht die Haare ausfallen sollten. Für die der Zauberei bezichtigten Dorfbewohner konnte das schwerwiegende Folgen wie Vertreibung, möglicherweise sogar den Tod bedeuten.